# Грін Пилип
Пилип Грін (англ. Philip Green, при народженні Самофал Пилип Гордійович, нар. 27 листопада 1922 ― пом. 2 травня 1994, Канберра, Австралія) ― український письменник, громадський діяч, журналіст. 

## Життєпис
Народився 1922 р. на Полтавщині, закінчив учительський інститут, здобув фах інженера-будівельника в Україні. Під час Другої світової війни працював перекладачем у комендатурі, потім вояком Української дивізії «Галичина». Після війни перебував у таборі полонених у м. Ріміні (Італія). Після втечі з табору виїхав до Австрії. У 1950 р. прибув до Австралії, працював інженером у різних будівельних фірмах, викладав у вищому навчальному закладі у Канберрі. Був архітектором-консультантом головного інженера Австралійської військової академії. 
В Австралії він був другим з черги редактором газети «Українець в Австралії», редактором журналів «Леґіонер» та «Громада», був автором одного з перших дописів про Філонілу Габелко (при народженні — Карюк).
Пилип Грін очолював Українську громаду у Канберрі, був членом Товариства «Полтава», став автором книг — «У блудному колі», «Бібліографія моєї журналістики», автором віршів, оповідань, нарисів, гуморесок, рецензій.
Мав 3 дітей — Воллі, Бориса та Пітера.
Помер 2 травня 1994 р. у Канберрі (Австралія).

## Творчий доробок
Автор віршів, оповідань, нарисів, гуморесок, рецензій.
Окремі публікації:
- Грін П. Щастя усміхнулося. Оповідання // Рідні голоси з далекого континенту: Твори сучасних українських письменників Австралії / Упоряд. та передм. А. Г. Михайленка. ― К.: Веселка, 1993. ― С. 119-121.